# ميكل ميرينو
ميكل ميرينو زازون (إسبانية: Mikel Merino؛ مواليد 22 يونيو 1996) هو لاعب كرة قدم إسباني محترف يجيد اللعب كلاعب وسط مع نادي أرسنال في الدوري الإنجليزي الممتاز.
بعد أن بدأ اللعب في أوساسونا، ذهب للعب في بوروسيا دورتموند، نيوكاسل يونايتد وريال سوسيداد.
مثل ميرينو إسبانيا في اثنتين من بطولة أمم أوروبا تحت 21 سنة، وفاز بـ نسخة 2019 . ظهر لأول مرة مع منتخب إسبانيا الأول في عام 2020.

## المسيرة الدولية
كان ميرينو جزءاً من منتخب إسبانيا تحت 19 سنة الذي فاز ببطولة أوروبا لكرة القدم 2015 في اليونان. وسجل هدفهم الأول في البطولة، مفتتحاً التسجيل في انتصار 3-0 على حاملة اللقب ألمانيا على ملعب نادي أيل في لاريسا.

## روابط خارجية
- ميكل ميرينو على موقع الاتحاد الأوربي (الإنجليزية)
- ميكل ميرينو على موقع قاعدة بيانات كرة القدم.إي يو (الإنجليزية)
- ميكل ميرينو على موقع ليكيب (الفرنسية)
- ميكل ميرينو على موقع ناشيونال فوتبول تيمز (الإنجليزية)
- ميكل ميرينو على موقع Soccerbase.com (لاعب) (الإنجليزية)
- ميكل ميرينو على موقع Soccerway.com (الإنجليزية)
- ميكل ميرينو على موقع عالم كرة القدم.نت (الإنجليزية)
- ميكل ميرينو على موقع أوليمبيديا (الإنجليزية)
- ميكل ميرينو على موقع AS.com (الإسبانية)